# Финале Вимблдона 2011.
Тениски меч између Србина Новака Ђоковићa и Шпанца Рафаела Надала одигран у финалу Вимблдона 2011. године завршен је победом Ђоковићa, резултатом 4:6 1:6 6:1 3:6. Овом победом Ђоковић је постао број 1 на АТП листи, a такође и једини тенисер који је после освајања Вимблдона преузео прво место. Главни судија меча био је Карлос Бернардес из Бразила.

## Ток меча

### Први сет
Прву озбиљнију претњу на сервис противника Ђоковић је направио у шестом гему. Стигао је до 30 оба, али је Надал тада погодио сервис винер и ас и изједначио на 3:3. И наредни гем завршен је ас ударцем, а Ђоковић је претходно одиграо неколико добрих поена. У прва четири сервис гема Рафаел Надал је промашио само два прва сервиса, па због тога Ђоковић није могао да стигне до брејк прилике.
Међутим, то није утицало на Ђоковића који је и даље био веома сигуран код свог сервиса. Прва брејк лопта на мечу била је уједно и прва сет лопта. Надал је у десетом гему имао 30:0, али је тада промашио неколико првих сервиса и Ђоковић је то искористио. Код сет лопте Надалова форхенд паралела завршила је у ауту, и Новак је повео 1-0 у стовима.

### Други сет
У другом сету Надал је, уз једну Ђоковићеву грешку из форхенда и уз један поен у којем је имао пуно среће, у првом гему другог сета стигао до 00:30, али Ђоковић је добио наредна четири поена и повео је.
Прво је направио други брејк за редом добивши неколико поена, а онда је доминирао тереном и потврдио брејк за 3:0. Серију од пет узастопно добијених гемова Надал је прекинуо у четвртом гему другог сета, али то није уздрмало Ђоковића који је лако добио наредни гем за 4:1.
До краја другог сета српски тенисер направио је још један брејк, а онда је без изгубљеног поена одсервирао за 6:1 и 2:0 у сетовима.

### Трећи сет
Трећи сет Надал је почео савршено, добио је своја два сервис гема, искористио је прву брејк лопту на мечу и повео је са 3:0 у гемовима.
Ђоковић је испао почетком трећег сета из ритма, што је Надал искористио, направио је још један брејк и смањио на 2:1 добивши сет лако са 6:1.

### Четврти сет
У четвртом сету Надал је први имао брејк лопту, али није је искористио и Ђоковић је повео. Већ у наредном гему ритерн српског тенисера поново је профункционисао. То му је донело две везане брејк лопте, а већ прву је претворио у 2:0.
Надал је ипак у следећем гему успео да врати брејк, пошто је на брејк лопту после ритерна Шпанца лоптица прешла на страну Ђоковића. Успео је Шпанац и да изједначи на 2:2, али је деловало да се Ђоковић из прва два сета вратио. Ђоковић је држао своје сервис гемове све до осмог гема, а онда је уз неколико сјајних ритерна стигао до три везане брејк лопте.
Надал је прву спасао, код друге је послао бекхенд у аут, па је Новак Ђоковић добио прилику да сервира за меч. Ђоковић је показао велику храброст пошто је на 30:30 први пут на мечу одиграо сервис-волеј игру што му је донело меч лопту.
Последњи поен Ђоковић је добро одсервирао, а затим је форхенд дијагоналом избацио Надала са терена што је било довољно за највећу победу српског тенисера у каријери.

## Историја наступа на Вимблдону
| Турнир        | 2003 | 2004 | 2005 | 2006 | 2007 | 2008 | 2009 | 2010 | Укупно | Поб/Пор |
| ------------- | ---- | ---- | ---- | ---- | ---- | ---- | ---- | ---- | ------ | ------- |
| Рафаел Надал  | 3Р   | —    | 2Р   | Ф    | Ф    | П    | —    | П    | 2 / 6  | 29-4    |
| Новак Ђоковић | —    | —    | 3Р   | 4Р   | ПФ   | 2Р   | ЧФ   | ПФ   | 0 / 6  | 20-6    |

## Пут ка финалу
| Противник             | Резултат        |              | Противник        | Резултат        |  |  |
| Мајкл Расел           | 6:4 6:2 6:2     | 1. коло      | Жереми Шарди     | 6:4 6:1 6:1     |  |  |
| Рајан Свитинг         | 6:3 6:2 6:4     | 2. коло      | Кевин Андерсон   | 6:3 6:4 6:2     |  |  |
| Жил Милер             | 7:6 7:6 6:0     | 3. коло      | Маркос Багдатис  | 6:4 4:6 6:3 6:4 |  |  |
| Хуан Мартин Дел Потро | 7:6 3:6 7:6 6:4 | 4. коло      | Микаел Лодра     | 6:3 6:3 6:3     |  |  |
| Марди Фиш             | 6:3 6:3 5:7 6:4 | четвртфинале | Бернард Томић    | 6:2 3:6 6:3 7:5 |  |  |
| Енди Мареј            | 5:7 6:2 6:2 6:4 | полуфинале   | Жо-Вилфрид Цонга | 7:6 6:2 6:7 6:3 |  |  |

| Финале        | Финале | Финале | Финале | Финале |
| ------------- | ------ | ------ | ------ | ------ |
| Рафаел Надал  | 4      | 1      | 6      | 3      |
| Новак Ђоковић | 6      | 6      | 1      | 6      |

| Вимблдон, Лондон, Велика Британија                                           |
| 3. јул 2011 године, недеља 14:00                                             |
| Стадион: Свеенглески клуб за тенис на трави и крокет. Терен: Централни терен |
| Трајање меча — 2:28                                                          |
| ---------------------------------------------------------------------------- |

## Статистика меча
| Рафаел Надал   | Критеријуми за поређење | Новак Ђоковић  |
| 64 од 82 = 78% | Проценат првог сервиса  | 69 од 95 = 73% |
| 43 од 64 = 67% | Успешност-први сервис   | 50 од 69 = 72% |
| 8 од 18 = 44%  | Успешност-други сервис  | 14 од 26 = 54% |
| 5              | Асови                   | 7              |
| 1              | Дупле грешке            | 1              |
| 31 од 95 = 33% | Поени-пријем сервиса    | 31 од 82 = 38% |
| 3 од 6 = 50%   | Реализација брејк-лопти | 5 од 6 = 83%   |
| 82             | Укупно поена            | 95             |
| 6 од 9 = 67%   | Изласци на мрежу        | 19 од 26 = 73% |
| 21             | Винери                  | 27             |
| 15             | Неизнуђене грешке       | 12             |